# Hydraena atrata
Hydraena atrata är en skalbaggsart som beskrevs av Desbrochers des Loges 1891. Hydraena atrata ingår i släktet Hydraena och familjen vattenbrynsbaggar. Inga underarter finns listade i Catalogue of Life.